# Over the Garden Wall (minissérie)
Over the Garden Wall (prt: Para Lá do Jardim; bra; O Segredo Além do Jardim) é uma série de desenho animado estadunidense em minissérie criada por Patrick McHale e produzida e distribuída pela Cartoon Network. A série conta o caminho de dois irmãos que viajam através de uma estranha floresta para encontrar o caminho de volta para casa. A série veio a partir do curta-metragem de animação, Tome of the Unknown de McHale, que contava com os mesmos personagens, produzida no Cartoon Network Studios.
O programa foi a primeira minissérie do canal, que iniciou a sua produção em março de 2014. McHale tinha imaginado a série em 2004, e mostraram ao canal em 2006. Depois de trabalhar nas séries As Trapalhadas de Flapjack e Hora de Aventura, o canal teve interesse, e McHale lançou um episódio piloto. O piloto se tornou o catalisador para Over the Garden Wall. A série apresenta Elijah Wood e Collin Dean como os protagonistas Wirt e Greg, e Melanie Lynskey como a pássara azul Beatrice.
Over the Garden Wall estreou nos Estados Unidos em 3 de novembro de 2014 e terminou em 7 de novembro do mesmo ano no Cartoon Network, em Portugal a série estreou dia 23 de março de 2015, e terminou em 27 de março de 2015 no Cartoon Network. No Brasil, a série estreou dia 6 de julho de 2015 e terminou em 17 de julho de 2015 no Cartoon Network.  Nos EUA a série era classificada como TV-PG devido ao seu tema obscuro. 
A série foi bem recebida pela crítica, que elogiaram sua atmosfera e os personagens. Em 2015, a série ganhou um Prêmio Emmy de Melhor Programa de Animação. Uma adaptação de quadrinhos one-shot escrito por McHale foi lançada. Mais tarde, o número de edições se expandiu para uma série de quadrinhos em andamento com 20 edições e continuou em uma série de romances gráficos e outras minisséries em quadrinhos. 

## Enredo e Personagens
A série foca nos irmãos, Wirt e Greg (dublados por Elijah Wood e Collin Dean respectivamente), que se veem no Desconhecido, uma estranha floresta. Para encontrar o caminho de casa, eles viajam por toda a floresta e pelas cidades que passam, com a ajuda do sábio velho Woodsman (Lenhador ou O Senhor da Mata) (dublado por Christopher Lloyd), e Beatrice (dublada por Melanie Lynskey), a pássara azul que os acompanha para desfazer a maldição que afetou toda a sua família.
Wirt, o mais velho, sempre brigando com o irmão, sem muita iniciativa, mas objetivos. Wirt gosta de tocar clarinete, poesias e arquitetura, mas guardando como segredo por medo de ser o ridículo. Por outro lado, Greg, o mais novo, é espontâneo, sempre brincando e um sem noção adorável. Greg no caminho carrega consigo um sapo (dublado por Jack Jones), cujo nome não está definido e que apenas se comunicou ao cantar. Beatrice, uma pássara aparentemente ignorante mas bondosa. A pássara azul costuma depreciar Wirt e sempre parecendo séria, mesmo quando irônica. Senhor da Mata, um homem com medo de perder o que já perdeu. Que processa de óleo escuro das árvores do lugar, diariamente alimentando seu lampião. O Monstro (ou Fera, ou Beast) (dublado por Samuel Ramey), é uma misteriosa criatura que não se sabe exatamente a aparência, segundo o Senhor da Mata, ele leva das almas perdidas.
Ao final. A resolução é feita, onde se soube que o Monstro/a Fera é na verdade uma antiga criatura que leva de almas perdidas até desistirem e de alguma forma se transformarem em "Árvores de Edelwood". Nos dois episódios finais, é revelado que Wirt e Greg são na verdade dois meninos da era contemporânea. A aparência estranha de Wirt e Greg decorre do fato de que foi na noite do Dia das bruxas em que foram transportados para O Desconhecido. Wirt, tenta levar de volta uma fita escrita com poesia embaraçosa que ele fez para uma garota que gosta, que tinha seguido para uma reunião de colegas e amigos no cemitério, onde é atrapalhado por um agente policial, onde Greg pula sobre os muros do jardim do cemitério. Depois que desembarcaram nos trilhos de trem, Greg quase é atravessado por um trem. Wirt o empurrou e foram a uma colina em um lago na tentativa de salvá-lo, mas ficaram inconscientes.
No final do último episódio, Wirt e Greg acordam em um hospital, com Greg recapitulando os acontecimentos do que ocorreu. A série termina com uma montagem lenta de Wirt e Greg afetando os habitantes do Desconhecido.

## Produção
A produção de Over the Garden Wall começou em março de 2014. Sendo a primeira minissérie do canal, com dez episódios, e uma temporada. Foi criada por Patrick McHale, que se graduou no Instituto de Artes da Califórnia, a série foi baseada no curta-metragem Tome of the Unknown, que ele escreveu e dirigiu para o Cartoon Network Studios.
O programa foi idealizado pela primeira vez em 2004, com um enredo baseado em uma aventura mais assustadora. Antes de trabalhar como artista de storyboard na série As Trapalhadas de Flapjack, Patrick McHale apresentou a série Over the Garden Wall em 2006. Ele a viu como "um possível especial do Dia das bruxas", mas tinha dificuldade para adaptar a premissa com um arco de história maior. Depois de Flapjack, McHale trabalhou em Hora de Aventura, onde atuou como diretor de criação e posteriormente como escritor. O canal mais tarde lhe tinha perguntado se tinha interesse em desenvolver um piloto, que o levou a regressar à sua obra, lançando-a no canal. Eles finalmente se estabeleceram sobre o formato da minissérie, e McHale disse: "Foi algo que senti, uma maior qualidade do que o que poderíamos fazer com uma série regular".
A animação da minissérie foi baseada em uma variedade de coisas, incluindo o jogo de tabuleiro dos anos 1890 dos Irmãos McLoughlin; Game of Frog Pond, As ilustrações de Gustave Doré para Dom Quixote de Miguel de Cervantes, nas velhas ilustrações para a história de Hans Christian Andersen; "The Tinderbox", a ilustração do Gato de Cheshire de John Tenniel em Alice no País das Maravilhas. McHale fez referência à cromolitografia, cartões postais vintage do Halloween, slides de lanterna mágica e fotografias da folhagem da Nova Inglaterra para criar o "estilo" do show.

## Episódios
| Temporada | Temporada | Episódios | Exibição original     | Exibição original     | Exibição em Portugal | Exibição em Portugal | Exibição no Brasil    | Exibição no Brasil    |
| Temporada | Temporada | Episódios | Estreia de temporada  | Final de temporada    | Estreia de temporada | Final de temporada   | Estreia de temporada  | Final de temporada    |
| --------- | --------- | --------- | --------------------- | --------------------- | -------------------- | -------------------- | --------------------- | --------------------- |
|           | Piloto    | 1         | 24 de outubro de 2013 | 24 de outubro de 2013 | TBA                  | TBA                  | 13 de outubro de 2017 | 13 de outubro de 2017 |
|           | Série     | 10        | 3 de novembro de 2014 | 7 de novembro de 2014 | 23 de março de 2015  | 27 de março de 2015  | 6 de julho de 2015    | 17 de julho de 2015   |

### Piloto (2013)
| # | Título                                                                                   | Guião gráfico e direção por | Data de lançamento                                                                            |
| --- | ---------------------------------------------------------------------------------------- | --------------------------- | --------------------------------------------------------------------------------------------- |
| Piloto | "O Tomo do Desconhecido: Melodia da Colheita (BR)" "Tome of the Unknown: Harvest Melody" | Patrick McHale              | 24 de outubro de 2013 (Festivais de cinema) 18 de maio de 2015 (online) 13 de outubro de 2017 |
| Participações especiais: Natasha Leggero como Beatrice, C.W. Stoneking como John Crops e Warren Burton como o Narrador |                                                                                          |                             |                                                                                               |

### Minissérie (2014)
| No. | Título | Roteiro e storyboards por                 | História por                                                    | Exibição original                                             | Audiência (em milhões) |
| --- | --- | ----------------------------------------- | --------------------------------------------------------------- | ------------------------------------------------------------- | ---------------------- |
| 1 | "O Moinho Velho (PT) O Velho Moinho de Grãos (BR)" "The Old Grist Mill"                                                | Steve Wolfhard Natasha Allegri Zac Gorman | Amalia Levari Tom Herpich Patrick McHale                        | 3 de novembro de 2014 23 de março de 2015 6 de julho de 2015  | 1.19                   |
| Dois garotos estão perdidos em uma floresta. Enquanto eles tentam encontrar sua casa, um homem velho lhes oferece abrigo.                                         | |                                           |                                                                 |                                                               |                        |
| 2 | "Momentos Difíceis no Baile dos Lunáticos (PT) Problemas no Festival da Colheita (BR)" "Hard Times at the Huskin' Bee" | Bert Youn Aaron Renier Patrick McHale     | Amalia Levari Tom Herpich, Patrick McHale                       | 3 de novembro de 2014 23 de março de 2015 7 de julho de 2015  | 1.19                   |
| Wirt e Greg estão perdidos na floresta até que conhecem uma passarinha fêmea azul chamada Beatriz. Logo depois, eles acham uma cidadezinha habitada por abóboras. | |                                           |                                                                 |                                                               |                        |
| 3 | "Diversão na Escola (PT) Folias na Escola (BR)" "Schooltown Follies"                                                   | Jim Campbell Laura Park                   | Amalia Levari Tom Herpich Patrick McHale                        | 4 de novembro de 2014 24 de março de 2015 8 de julho de 2015  | 1.24                   |
| Wirt, Greg e Beatriz encontram uma escolinha bem estranha. | |                                           |                                                                 |                                                               |                        |
| 4 | "Canções da Lanterna Escura (PT) Canções do Lampião Sombrio (BR)" "Songs of the Dark Lantern"                          | Pendleton Ward Bert Youn Steve McLeod     | Amalia Levari Tom Herpich Patrick McHale                        | 4 de novembro de 2014 24 de março de 2015 9 de julho de 2015  | 1.24                   |
| Wirt, Greg e Beatriz encontram uma taverna e param para pedir informações.                                                                                        | |                                           |                                                                 |                                                               |                        |
| 5 | "Louco Amor (PT) Amor Louco (BR)" "Mad Love"                                                                           | Natasha Allegri Zac Gorman                | Amalia Levari Tom Herpich Patrick McHale                        | 5 de novembro de 2014 25 de março de 2015 10 de julho de 2015 | 1.55                   |
| O "tio" de Greg e Wirt, Quincy Endicott, acha que há um fantasma em sua mansão.                                                                                   | |                                           |                                                                 |                                                               |                        |
| 6 | "Canção de Embalar na Terra das Rãs (PT) Cantiga no Brejo dos Sapos (BR)" "Lullaby in Frogland"                        | Bert Youn Nick Edwards                    | Amalia Levari Tom Herpich Patrick McHale                        | 5 de novembro de 2014 25 de março de 2015 13 de julho de 2015 | 1.55                   |
| Wirt, Greg e Beatriz estão em uma balsa, prestes a encontrar Adelaide.                                                                                            | |                                           |                                                                 |                                                               |                        |
| 7 | "O Toque do Sino (PT) O Badalar da Sineta (BR)" "The Ringing of the Bell"                                              | Patrick McHale Bert Youn Tom Herpich      | Amalia Levari Tom Herpich Patrick McHale                        | 6 de novembro de 2014 26 de março de 2015 14 de julho de 2015 | 1.19                   |
| Wirt e Greg se abrigam da chuva em uma casa abandonada e encontram uma surpresa.                                                                                  | |                                           |                                                                 |                                                               |                        |
| 8 | "Crianças no Bosque (PT) Bebês na Mata (BR)" "Babes in the Woods"                                                      | Mark Bodnar Jim Campbell Bert Youn        | Amalia Levari Tom Herpich Patrick McHale                        | 6 de novembro de 2014 26 de março de 2015 15 de julho de 2015 | 1.19                   |
| Greg sonha com coisas que são a cara dele. | |                                           |                                                                 |                                                               |                        |
| 9 | "A Caminho do Desconhecido (PT) Entrando no Desconhecido (BR)" "Into the Unknown"                                      | Cole Sanchez Vi Nguyen Zac Gorman         | Cole Sanchez Bert Youn Amalia Levari Tom Herpich Patrick McHale | 7 de novembro de 2014 27 de março de 2015 16 de julho de 2015 | 1.13                   |
| Uma volta no tempo mostra Greg e Wirt antes do Desconhecido. | |                                           |                                                                 |                                                               |                        |
| 10 | "O Desconhecido (PT / BR)" "The Unknown"                                                                               | Natasha Allegri Jim Campbell Tom Herpich  | Amalia Levari Tom Herpich, Patrick McHale                       | 7 de novembro de 2014 27 de março de 2015 17 de julho de 2015 | 1.13                   |
| O fim da jornada. | |                                           |                                                                 |                                                               |                        |

## Elenco
| Personagem                           | Voz original      | Dublador          | Dobrador         |
| ------------------------------------ | ----------------- | ----------------- | ---------------- |
| Wirt                                 | Elijah Wood       | Sérgio Cantú      | André Raimundo   |
| Greg                                 | Colin Dean        | Mattheus Caliano  |                  |
| Beatrice (Beatriz)                   | Melanie Lynskey   | Aline Ghezzi      | Helena Montez    |
| Woodsman (Lenhador / Senhor da Mata) | Christopher Lloyd | Pietro Mário      | Luís Mascarenhas |
| Beast (Fera/Monstro)                 | Samuel Ramey      | Mauro Ramos       | Fernando Luís    |
| Senhora Langtree                     | Janet Klein       | Evie Saide        |                  |
| Idoso Langtree                       | Sam Marin         | Alfredo Martins   | Fernando Luís    |
| Adelaide                             | John Cleese       | Alfredo Martins   |                  |
| Fred, o Cavalo                       | Fred Stoller      | Fernando Mendonça | Luís Lucas       |
| Sara                                 | Emily Brundige    | Luisa Palomanes   | Helena Montez    |
| Jason Funderburker                   | Cole Sanchez      | Matheus Perissé   | Peter Michael    |

|                     | Brasil         |
| ------------------- | -------------- |
| Direção             | Andréa Murucci |
| Estúdio de Dublagem | Delart         |

## Transmissão

### Lançamento
O curta original de McHale, Tome of the Unknown, foi exibido no Festival Internacional de Cinema de Santa Bárbara em 2014, onde McHale ganhou o prêmio Bruce Corwin de melhor curta-metragem de animação. Enquanto, em 2013 no Festival Internacional de Animação de Ottawa, o curta recebeu uma menção honrosa.
Em 2014, no San Diego Comic-Con, uma prévia da série foi mostrada junto com outras séries do canal. A série também foi mostrada no New York Comic Con, em 2014, onde Hale e o elenco principal participaram. A série estreou em 3 de novembro de 2014 no Cartoon Network. A totalidade do que foi publicada no iTunes que precede a sua transmissão.
A série também estreou no Cartoon Network na Austrália entre 15 de dezembro até 19 do mesmo mês em 2014.
Em Portugal a série estreou dia 23 de março de 2015, no Cartoon Network e sua estreia no Brasil aconteceu no dia 6 de julho de 2015 no Cartoon Network.

### Mídia doméstica
Over the Garden Wall (junto com o curta-metragem Tome of the Unknown) foi lançado primeiramente em DVD na Austrália em 8 de julho de 2015 pela Cartoon Network e Warner Home Video e lançado mundialmente em 8 de setembro de 2015. apresenta todos os dez episódios do programa, comentários, o piloto original, cartões de título alternativos e animatics excluído. Outros extras no DVD incluem uma "versão do compositor", uma opção em que o espectador pode assistir ao show apenas com o visual e a música de fundo; e o minidocumentário Behind Over the Garden Wall. Em 6 de abril de 2016, a Madman Entertainment lançou a minissérie em Blu-ray exclusivamente na Austrália e na Nova Zelândia com o mesmo conteúdo bônus do lançamento em DVD.

## Recepção
Over The Garden Wall foi aclamado pela crítica. Antes de sua estreia, Patrick Kevin Day do Los Angeles Times chamou o enredo da minissérie de "engraçado e assustador". Meredith Woerner do io9 chamou uma prévia da minissérie de "incrível", "esquisita e fofa e ótima", refletindo que a animação " [fala de] todas as coisas que amamos neste renascimento da animação esquisita em que vivemos atualmente". Robert Lloyd do Los Angeles Times escreveu que era "um pouco folclórico e conto de fadas" às vezes, mas que sua "estranheza contemporânea vence" e concluiu que "é algo para ser visto e revisto várias vezes". Lloyd escreveu mais tarde que evocou "uma espécie de qualidade artesanal", tanto em seu design quanto em seu cenário, e embora a escrita parecesse "um pouco concentrada demais em seu próprio folclore", tornou a minissérie mais agradável do começo ao fim. No The New York Times, Mike Hale também sentiu que a escrita às vezes era fraca e as histórias "perigosamente escassas", mas concluiu que McHale desenvolveu um ambiente que vale a pena visitar. Brian Moylan do The Guardian escreveu que os visuais eram "absolutamente impressionantes", e que as histórias continham "uma certa escuridão que é suave e twee ao mesmo tempo, com uma boa quantidade de ansiedade rastejando nas bordas".
No website agregador de criticas Rotten Tomatoes a minissérie tem uma aprovação de 92% sob o consenso de que: "Over The Garden wall tem as sensibilidades modernas [que] combinam bem com seu cenário de conto de fadas, criando uma série caprichosamente espirituosa para espectadores de todas as idades". Jason Bree, do site Agents of Geek, chamou a minissérie de "a melhor coisa que o Cartoon Network já produziu".

### Reconhecimentos
O site brasileiro Cinema com rapadura colocou Over the Garden wall na lista das "10 melhores produções de animação da década".
| Ano  | Prémio       | Categoria                                                              | Destinatários e nomeados                                 | Resultado | Ref(s) |
| ---- | ------------ | ---------------------------------------------------------------------- | -------------------------------------------------------- | --------- | ------ |
| 2015 | Annie Award  | Melhor Série Animada de TV/Audiência do Público Infantil               | Melhor Série Animada de TV/Audiência do Público Infantil | Indicado  | [ 44 ] |
| 2015 | Annie Award  | Mérito Proeminente - Direção de Animação na TV/Produção de Transmissão | Robert Alvarez, Ken Bruce e Larry Leichliter             | Indicado  | [ 44 ] |
| 2015 | Rueben Award | Melhor Animação de Televisão                                           | Melhor Animação de Televisão                             | Venceu    | [ 45 ] |

## Adaptação para banda desenhada
A adaptação em quadrinhos de one-shot da série foi anunciada em outubro de 2014. Produzida pela KaBoom!, e impresso por Boom! Studios, os quadrinhos foram lançados em 5 de novembro de 2014. A história em quadrinhos foi supervisionado por McHale e foi produzida como um especial de grandes dimensões. A história em quadrinhos foi ilustrada por Jim Campbell, um artista/escritor de storyboard de séries de televisão. O sucesso da história em quadrinhos autônoma levou a outras edições sendo encomendadas em maio de 2015 e começou a ser lançado em agosto de 2015. De acordo com McHale, as histórias em quadrinhos seriam semelhantes às histórias em quadrinhos de um tiro, detalhando os eventos que ocorreram entre certos episódios e se expandiria na minissérie da televisão. O sucesso da série de one-shots levou a uma série contínua de quadrinhos, servindo como uma sequência e uma prequela da série, ao invés de contar aventuras que aconteceram entre os episódios. As histórias são contadas paralelamente, com metade da história em quadrinhos detalhando Greg retornando a misteriosas terras de sonho durante o sono. A outra metade narra a filha do lenhador, Anna, e de como ela se perdeu na floresta.Depois que a série em andamento terminou em novembro de 2017, os quadrinhos Over the Garden Wall continuaram como uma série de minisséries e histórias em quadrinhos originais.